# Lac Saffray
Der Lac Saffray ist ein See im Norden der kanadischen Provinz Québec.
Der Lac Saffray befindet sich im Norden der Labrador-Halbinsel südlich der Ungava Bay. Der Lac Saffray liegt im Bereich des Kanadischen Schildes auf einer Höhe von etwa 166 m. Er wird vom Rivière Marralik in nördlicher Richtung durchflossen. In sein Ostufer mündet der Rivière Danguy. Der Lac Saffray hat eine Fläche von 37 km².
Der See wurde nach Augustin de Saffray de Mézy (~1635–1665), zwischen 1663 und 1665 Gouverneur von Neufrankreich, benannt.